# Station Maków Podhalański
Station Maków Podhalański is een spoorwegstation in de Poolse plaats Maków Podhalański.